# 밤길
"밤길"은 한국에서 제작된 양영길 감독의 1972년 영화이다. 문정숙 등이 주연으로 출연하였고 주동진 등이 제작에 참여하였다.

## 출연

### 주연
- 문정숙
- 문희